# ووادیسواووو
وُوادیسواوُوو (به لاتین: Władysławowo، تلفظ [vwadɨswaˈvɔvɔ]) یک شهرک در لهستان است که در استان پومرانی واقع شده‌است.

## خصوصیات
وُوادیسواوُوو ۳۸٫۴۱ کیلومترمربع مساحت و ۱۵٬۰۱۵ نفر جمعیت دارد.